# Sarcohyla pachyderma
Espèce
Statut de conservation UICN

 CR B1ab(iii) : 
En danger critique
Synonymes
- Hyla pachyderma Taylor, 1942
- Plectrohyla pachyderma Faivovich, Haddad, Garcia, Frost, Campbell, and Wheeler, 2005

Sarcohyla pachyderma est une espèce d'amphibiens de la famille des Hylidae.

## Répartition
Cette espèce est endémique du centre de l'État de Veracruz au Mexique. Elle se rencontre à 1 600 m d'altitude aux environs de Teziutlán sur le versant Atlantique de la sierra Madre orientale,.

## Publication originale
- Taylor, 1942 : New Caudata and Salientia from Mexico. University of Kansas Science Bulletin, vol. 28, no 14, p. 295-323 (texte intégral).